# Glossoloma bolivianum
Glossoloma bolivianum là một loài thực vật có hoa trong họ Tai voi. Loài này được (Britton ex Rusby) J.L.Clark mô tả khoa học đầu tiên năm 2005.